# 長野市保健所
長野市保健所（ながのしほけんじょ）は、地域保健法、地方自治法および長野市保健所条例に基づき長野県長野市に置かれている保健所である。長野市は中核市であるため、国から二号市に指定されている。

## 経緯
- 1997年（平成9年） - 保健所設置基本方針を決定[3]
- 1998年（平成10年）6月20日 - 保健所起工式
- 1998年（平成10年）10月23日 - 中核市の政令が公布
- 1999年（平成11年）3月26日 - 長野県からの事務引継式
- 1999年（平成11年）3月27日 - 長野市保健所竣工式
- 1999年（平成11年）4月1日 - 長野市の中核市指定に伴い設置。長野県長野保健所（現・長野保健福祉事務所）から移管。
- 2020年（令和2年）1月18日 -  猫舎・動物愛護交流棟開所

## 所在地・組織
市保健所は長野市保健福祉部に所属
- 総務課[3]
- 健康課
- 食品生活衛生課
- 環境衛生試験所（地方衛生研究所）

## 施設

### 施設概要
- 鉄筋コンクリート造地上3階[3]
- 床面積3607m2
- 敷地面積6600m2

### 保健施設
市内に12か所の保健センターを設置。
| 保健センター       | 住所                  |
| ------------------ | --------------------- |
| 北部保健センター   | 上松四丁目40番6号     |
| 三陽保健センター   | 大字西尾張部1124番地6 |
| 吉田保健センター   | 吉田三丁目22番41号    |
| 東部保健センター   | 大字富竹1570番地1     |
| 西部保健センター   | 大字安茂里1777番地1   |
| 松代保健センター   | 松代町東条3580番地1   |
| 犀南保健センター   | 里島62番地            |
| 真島保健センター   | 真島町真島1361番地22  |
| 豊野保健センター   | 豊野町豊野624番地2    |
| 戸隠保健センター   | 戸隠豊岡1550番地      |
| 鬼無里保健センター | 鬼無里日影2750番地1   |
| 大岡保健センター   | 大岡乙254番地1        |